# Orbiana
Gneaea Seia Herennia Sallustia Barbia Orbiana, jaar van geboorte en sterfte onbekend, was Romeins keizerin van 225-227, als vrouw van keizer Severus Alexander. Zij was de dochter van een zeer vooraanstaand persoon, Seius Sallustius Varius Macrinus.
Haar schoonmoeder Julia Mamaea had Orbiana geselecteerd als een geschikte bruid voor haar 16-jarige zoon.  In 225 voltrok zich het huwelijk en Orbiana kreeg de titel Augusta.  Het bleek inderdaad een goede keus want de twee hielden veel van elkaar en konden zeer goed met elkaar opschieten.   Maar daar was Julia Mamaea minder gelukkig mee.  Orbiana bleek niet zo meegaand als haar zoon en door haar invloed voelde Julia Mamaea de greep op haar zoon langzaam verminderen.  Bovendien was Orbiana's vader Seius Sallustius de pretoriaanse garde tegen Julia Mamaea aan het bewerken.
Het is onduidelijk of Sallustius echt uit was op verraad of dat dit door Julia Mamaea werd gemanipuleerd om een excuus te hebben Orbiana kwijt te raken.  Hoe het ook zij, twee jaar na het huwelijk, werd Sallustius beschuldigd van hoogverraad en terechtgesteld.  De jonge keizer zag machteloos toe hoe zijn huwelijk werd ontbonden en zijn geliefde Orbiana naar Noord-Afrika werd verbannen.